# ЖФК „Варна“
Женски футболен клуб „Варна“ е регистриран в град Варна, България.
Основан е през 1985 г. Клубът беше собственост на едноименния хотелски комплекс притежаван от Bt Hotels Collection, намиращ се в курорта "Св. св. Константин и Елена". В периода от 1993 до 2003 г. печели 10 поредни шампионски титли. В турнира за Купата на България има общо 6 купи (1991, 1995, 1998, 1999, 2000 и 2002 г.). Печели и множество други турнири като по-значителните от тях са Купата на община Варна "Христо Тошков" през 2004 и 2006 г. и Купа „Албена“ през 1994 г. Участва и в женския турнир на УЕФА. През последните 4 години неизменно е в тройката и е основен конкурент на НСА и ЛП „Суперспорт“. През сезона 2006/07 завърши на 3 място. Играе мачовете си на стадион "Гранд Хотел Варна", с капацитет 7500 места. Основния екип на отбора е бели фланелки с червени ръкави, червени гащета и червени чорапи. Старша треньорка на отбора е Елена Пеева. Прозвището на отбора е „шведките“.
След като напускат базата на Гранд-хотел Варна, отборът променя името си на Варна, а от сезон 2012-13 вече е Спартак-Варна От сезон 2014-15 пълното име е Спартак 1918

## Наименования
- „Гранд Хотел Варна“
- „Варна“
- „Спартак“
- „Спартак 1918“